# Jaderná energie

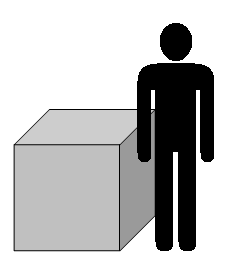
Množství paliva spotřebované v jaderné elektrárně je v porovnání s uhelnými elektrárnami nepatrné. Například průměrná roční spotřeba oxidu uraničitého jednoho bloku tlakovodní elektrárny o elektrickém výkonu 1000 MW je přibližně 20 tun. Toto množství čistého uranu by zaujalo objem přibližně 1 m^{3}.

Jaderná energie je energie, kterou jsou k sobě vázány jednotlivé částice v jádře atomu. Lze ji uvolnit pomocí jaderných reakcí. Fyzikální principy vedoucí k získání jaderné energie jsou štěpná reakce, radioaktivní rozpad a termojaderná fúze. Prostřednictvím speciálních zařízení je možné ji využívat, příslušné technické a ekonomické odvětví se označuje jako jaderná energetika. 
Jaderná energie získaná pomocí štěpných jaderných reaktorů nepatří mezi obnovitelné zdroje energie, neboť světové zásoby uranové rudy jsou vyčerpatelné a spotřebované palivo se zatím ve větší míře nevyužívá. V budoucnu se však dá očekávat rozvoj tzv. rychlých reaktorů, které pracují s uzavřeným palivovým cyklem. Tím by se doba možného využití štěpné jaderné reakce značně prodloužila.
Naopak mezi obnovitelné zdroje patří geotermální energie, vznikající v zemském jádře rozpadem radioaktivních látek. Stejně tak termojaderné fúze, neboť zásoby vodíku jsou prakticky nevyčerpatelné.

##### Těžba uranové rudy
Největší celosvětoví producenti uranu byly k roku 2022:
- Kazachstán, podíl 43% (21,2 tis. tun),
- Kanada, podíl 15% (7,4 tis. tun),
- Namibie, podíl 11% (5,6 tis. tun),
- Austrálie, podíl 9% (4,6 tis. tun),

- Uzbekistán, podíl 6,7% (3,3 tis. tun),
- Rusko, podíl 5,1% (podíl 2,5 tis. tun),
- Niger, 4,1% (podíl 2 tis. tun),

Menší množství uranu v roce 2022 produkovaly Čína, Indie, Jihoafrická republika, Ukrajina, USA, Pákistán, Brazílie a Irán.
Jaderné elektrárny mají dlouhodobě přibližně 10% podíl na světové výrobě elektřiny a 20% podíl na výrobě elektřiny v Evropě. Jaderná energie je nízkoemisní. Odhadované emise CO2 se pro jaderné elektrárny pohybují mezi 6  a 12 g CO2 na kWh. Pro srovnání, odhadované emise fotovoltaických elektráren jsou okolo 30 g CO2 na kWh a přes 1000 g CO2 na kWh u uhelných elektráren.

## Využití jaderné energie

### Štěpná jaderná reakce

Štěpná reakce: neutron rozštěpí jádro uranu na dvě přibližně stejně velká jádra, navíc se uvolní další dva až tři neutrony, které štěpí další jádra uranu. Zároveň se uvolní energie.

Z jaderných reakcí je z hlediska energetického využití jednoznačně nejvýznamnější štěpná jaderná reakce uranu nebo plutonia (uvažuje se rovněž o využití thoria). Štěpením jader vzniká naprostá většina jaderné energie vyprodukované lidskou činností. Štěpení se využívá pro výrobu elektrické energie v jaderných elektrárnách. Štěpné jaderné reaktory se také používají k pohonu lodí a ponorek, k výrobě izotopů pro další využití a k výzkumu, ojediněle jako zdroj energie pro odsolování mořské vody. Elektrárny využívající štěpnou jadernou reakci mají velký tepelný výkon, který se jako odpadní teplo vypouští chladícími věžemi. Některé elektrárny část tohoto tepla odvádějí ve formě horké vody nebo horké páry pro vytápění okolních měst nebo teplem.

### Radioaktivní rozpad
Na radioaktivním rozpadu nestabilních jader jsou založeny radioizotopové generátory, které jsou využívány jako zdroje elektřiny a tepla pro vesmírné sondy. Ve zdravotnictví je tento jev využíván ve formě radioterapie či nukleární medicíny. Rozpad radioaktivních látek v zemském jádře je také jeden z jevů, díky kterému je možné využívat geotermální energii.

### Termojaderná fúze

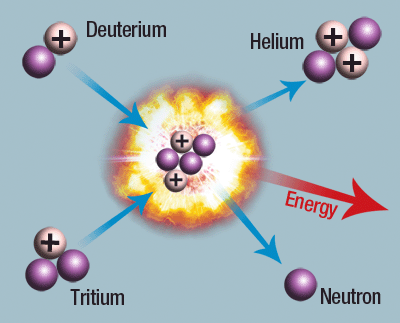
Reakce deuteria a tritia

Předmětem intenzivního výzkumu je praktické využití termojaderné fúze. Jedná se především o přeměnu vodíku na hélium, konkrétně jde o reakci deuteria a tritia z čehož vzniká helium a neutron, zároveň se uvolní energie. Hlavním výzkumným projektem zabývajícím se termojadernou fúzí je mezinárodní projekt ITER. Zařízení určená k výzkumu v této oblasti se nazývají tokamaky a nacházejí se i na území ČR. V Česku leží těžiště výzkumu na Ústavu fyziky plazmatu AV ČR, který vlastní nejdůležitější experimentální zařízení pro výzkum fúze v ČR[zdroj?]. V současné době nejsou fúzní reaktory využitelné k efektivní výrobě energie, přesto je jev termojaderné fúze pro lidstvo nezbytný a to jako zdroj sluneční energie.

## Historie využití jaderné energie

### Radioaktivní rozpad

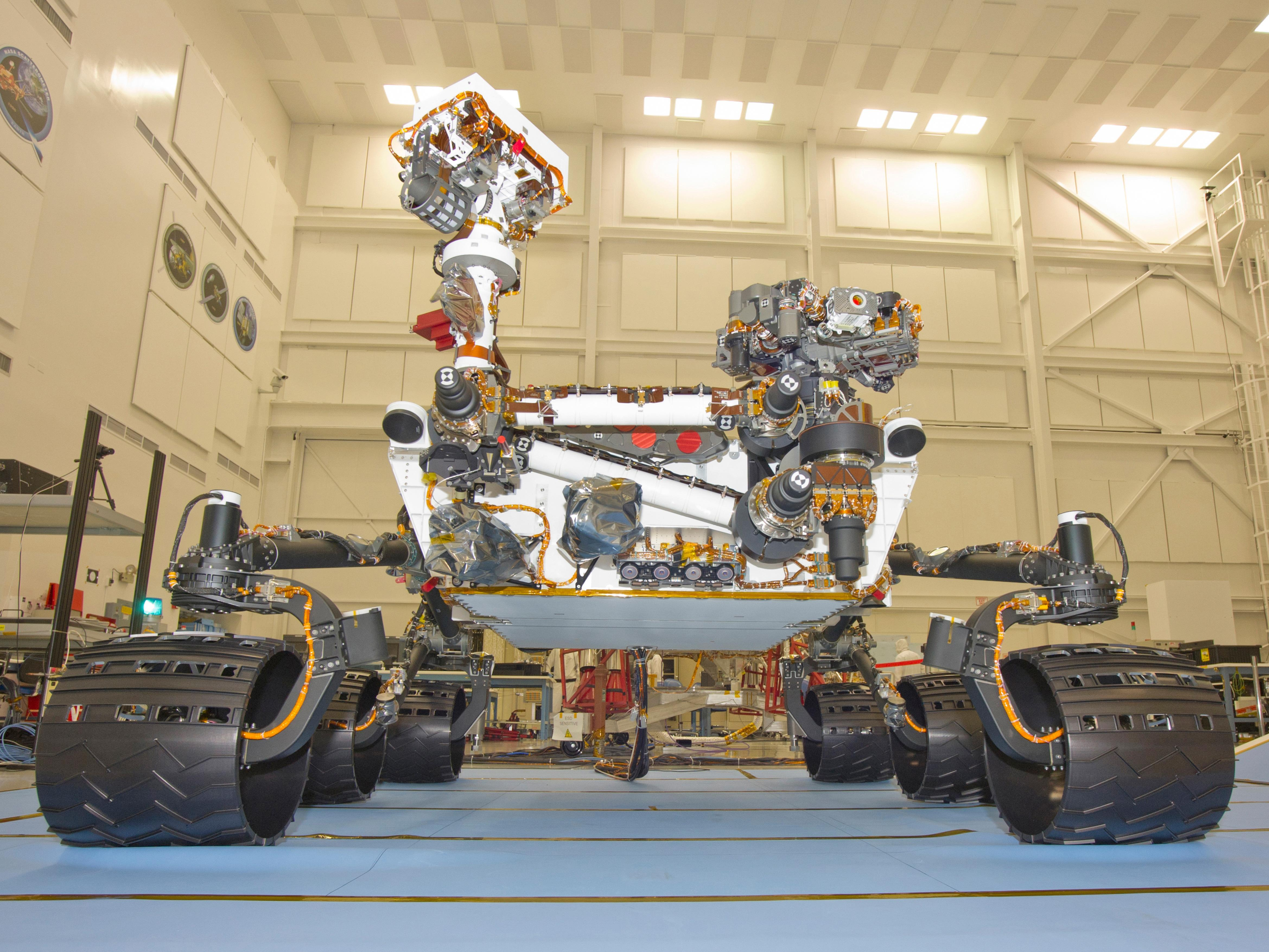
Pojízdná laboratoř Curiosity využívající radioizotopový termoelektrický generátor jako zdroj tepelné energie.

V roce 1895 objevil Wilhelm Conrad Röntgen paprsky X (rentgenové záření).
Přirozenou radioaktivitu objevil v roce 1896 Henri Becquerel, kterou později popsala polská vědkyně Marie Curie-Skłodowská. Pod jejím vedením byly též prováděny první výzkumy léčby rakoviny pomocí radioaktivity.[zdroj?]

### Štěpná jaderná reakce
První úspěšný pokus s jaderným štěpením provedli v roce 1938 v Berlíně Otto Hahn, Lise Meitner a Fritz Strassman.
První řízená řetězová štěpná reakce se uskutečnila 2. prosince 1942 v reaktoru Chicago Pile-1, o který se zasloužil tým italského vědce Enrica Fermiho v podzemí stadionu Chicagské univerzity.
Během druhé světové války se rozběhl jaderný program v řadě zemí. Jedním z cílů však byl vývoj jaderných zbraní. První jaderné bomby byly vyrobeny v USA, svrženy byly na japonská města Hirošima (6.8.1945) a Nagasaki (9.8.1945).
K výrobě elektřiny byl jaderný reaktor poprvé využit v roce 1951 ve výzkumném středisku EBR-I poblíž Arca (Idaho) v USA. Za první jadernou elektrárnu bývá označována elektrárna spuštěna v městě Obninsk v Sovětském svazu. Do sítě byla připojena 26. června 1954. Za první skutečně komerční elektrárnu je však považována až Jaderná elektrárna Calder Hall ve Velké Británii. Ta byla k síti připojena 27. srpna 1956 a produkovala elektrický výkon 4x50 MW. Zároveň však byla využívána k vojenským účelům, konkrétně k výrobě plutonia. První elektrárnou využívanou pouze pro mírové účely byla jaderná elektrárna Shippingport, spuštěná v roce 1957 v USA.
Využití jaderné energie pro komerční účely se po překonání hlavních technologických, bezpečnostních a ekonomických problémů a v souvislosti s energetickými krizemi rychle rozvíjelo v 70. a 80. letech.
Od konce 80. let je nárůst mnohem pozvolnější. Proti využití jaderné energie se v mnoha zemích zvedla vlna odporu, založená jednak na obavách z jaderných havárií, jednak na strachu z radiace, roli hrál i relativní dostatek energie z fosilních zdrojů. V současnosti (2012) se zájem o využití jaderné energie znova zvyšuje především v souvislosti s kolísajícími cenami cen fosilních paliv, snahami jednotlivých zemí o energetickou nezávislost (především na Rusku) a v souvislosti s bojem proti znečišťování životního prostředí spalováním fosilních paliv (při vlastní výrobě elektrické energie prostřednictvím jaderné energetiky nedochází k emisím škodlivých látek a jaderná energetika tedy nijak nepřispívá ke znečišťování ovzduší, problém je však s vysoce radioaktivním odpadem).
Havárie v JE Fukušima v roce 2011 jaderné energetice sice znova zasadila těžkou ránu, země plánující stavbu největšího počtu nových elektráren (Čína a Indie) však svoji orientaci na jadernou energetiku potvrdily. Svoje jaderné elektrárny se naopak rozhodlo uzavřít do roku 2022 Německo.

### Termojaderná fúze
První tokamak s označením T-1 byl postaven v roce 1958 v Kurčatově institutu v Moskvě..
V roce 1983 byl ve Velké Británii spuštěn zatím nejúspěšnější tokamak JET.
V roce 2007 byla oficiálně založena mezinárodní organizace ITER věnující se výzkumu termojaderné fúze.

## Situace v Česku
Podíl jaderných elektráren na celkové výrobě elektrické energie se v České republice pohybuje kolem 40 % (2025).